# Faculdade de Oceanografia da Universidade do Estado do Rio de Janeiro
A Faculdade de Oceanografia e Hidrologia da Universidade do Estado do Rio de Janeiro faz parte do Instituto de Geociências.
É a única instituição desse tipo no estado.

## Cursos
- Graduação
- Pós-graduação (Mestrado)

## História
A primeira turma foi formada em 1982.

## Áreas
O departamento é divido em quatro áreas, são elas:
- Oceanografia Biológica
- Oceanografia Geológica
- Oceanografia Física
- Oceanografia Química